# Линия Метаксаса
Ли́ния Метакса́са (греч. Γραμμή Μεταξά) — система греческих оборонительных укреплений на границе с Болгарией, от гор Белес до области города Комотини. Была построена в 1936—1940 годах. Общая длина, учитывая и неукреплённые участки, где она прерывалась, около 300 км. Названа по имени премьер-министра и министра обороны генерала Иоанниса Метаксаса. Успешная оборона «Линии» её гарнизонами в ходе Греческой операции в апреле 1941 года, против германских войск, получила в греческой историографии имя Сражение фортификаций (греч. Μάχη των Οχυρών).

## История создания линии

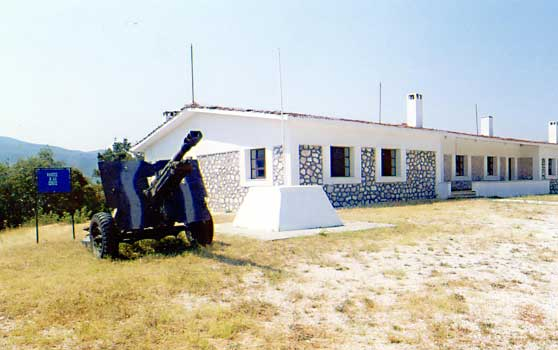
Форт Рупель в Клидионе

Значение оборонительной позиции крепости Рупель на греко-болгарской границе было отмечено в ходе Первой мировой войны.
Если греко-сербские отношения были традиционно дружественными и греко-сербская граница оставалась неукреплённой, то греко-болгарские отношения были напряжёнными практически с момента создания болгарского государства в конце XIX века.
Тот факт, что Болгария не присоединилась в период между двумя мировыми войнами к альянсу Югославия-Греция-Турция, усиливал недоверие и подозрение в том, что Болгария может предпринять военные действия против Греции, с целью получения реванша за поражения во Второй Балканской и Первой мировой войнах и пересмотра их результатов. Было принято решение возвести укрепления не только в районе Рупеля, но на всём протяжении греко-болгарской границы. Проект был закончен в 1935 году, и работы начались в районе озера Керкини в 1936 году.

## Проект
Линия представляла собой, в основном, сеть подземных туннелей, которые включали в себя наземные укреплённые комплексы, с наблюдательными постами, артиллерийскими и пулемётными дотами, а также сеть противотанковых рвов, зоны железобетонных противотанковых надолбов двойных и тройных линий сдерживания.
Осуществление этого проекта взяло на себя Командование гарнизона македонской столицы, города Фессалоники. Командование гарнизона Фессалоники образовало специальный «Комитет Проектирования укреплений», в котором приняли участие топографы, географы, инженеры, архитекторы, при участии и других воинских соединений, таких, как Инженерный корпус, а также Афинский Политехнический университет. Кроме армии и подрядчиков, на местах были задействованы многие предприятия Афин и Пирея.
Комитет под давлением времени и после того, как были определены позиции строительства фортификаций и всех других необходимых работ, представил доклад с предложениями Министерству обороны. После совещаний в министерстве было принято решение строительства линии, которая бы прикрывала регион от Восточной Македонии (гора Белес) до региона города Комотини во Фракии. Линия, учитывая и участки, где она прерывалась, составляла полосу длиной около 300 километров. Сюда следует также добавить продолжения противотанковых зон и других дополнительных укреплений, которые доходили до реки Эврос. Особое внимание было уделено конфиденциальности проекта и абсолютной секретности всех работ.

## Поставленные цели
Основной целью строительства укреплённой оборонительной линии была не пассивная оборона, а отражение внезапного вражеского нападения. Одновременно была поставлена цель предоставления укрытия для частей армии, которым с этой позиции предполагалось контратаковать и перейти в наступление. «Комитет Проектирования Укреплений» предусмотрел строительство сооружений только для нужд передовых частей, которыми являлись:
1. Немедленное отражение любого внезапного вражеского вторжения.
2. Обеспечение беспроблемной мобилизации приграничного населения.
3. Обеспечение быстрой концентрации армии для выступления из приграничной зоны.
4. Обеспечение передовым частям линии, с которой основные части армии смогут развить наступление.
Комитет писал в своём докладе:
«Не исключено, что в некоторых секторах (оборонительной линии) предстоит обороняться основным силам кампании, на линии сооружений, которые будут рассмотрены дополнительно и которые вероятно, хотя и достаточны для нужд частей прикрытия, могут оказаться недостаточными для развёртывания позиций сопротивления всей Армии. Комитет считает, что не имеет возможность заняться рассмотрением и этого случая. Командование должно определить необходимость таких позиций и их место, и, если следует, строить там большее число укреплений и более мощные сооружения».
Из этого отрывка следует, что весь проект носил только временный оборонный характер.

## Строительство линии

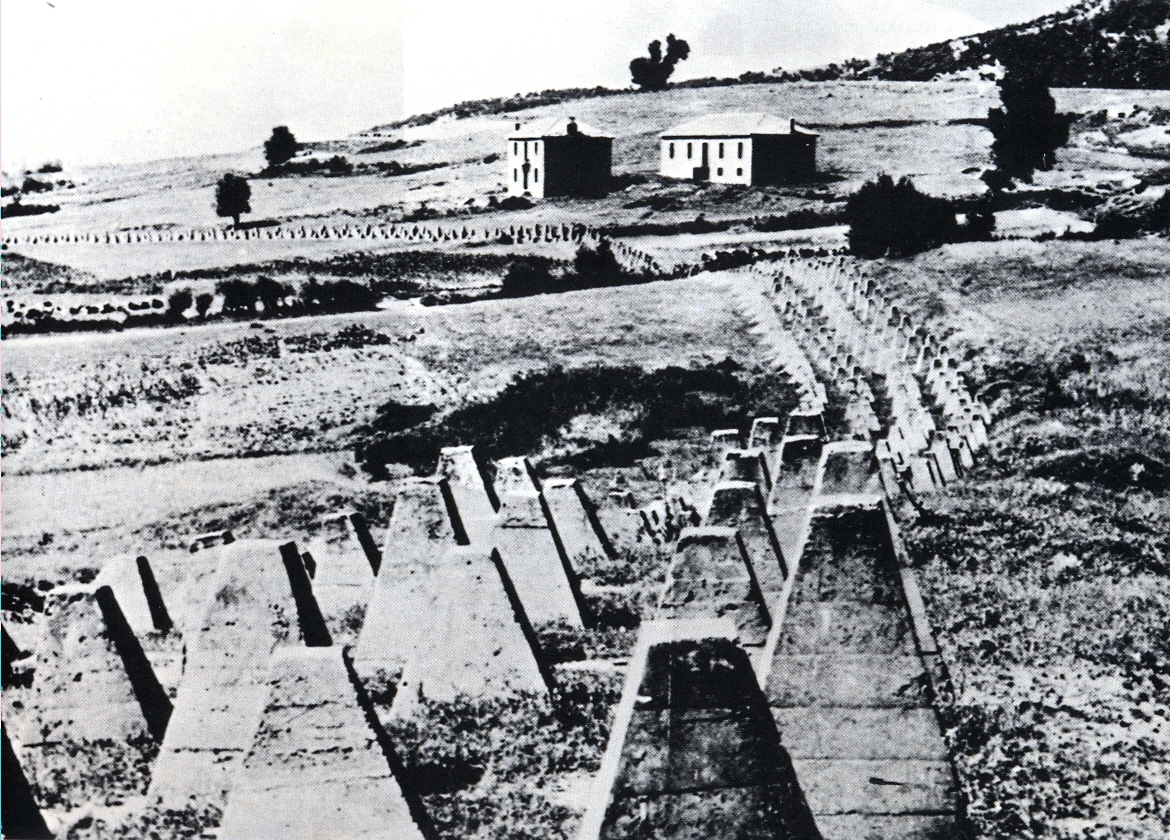
Противотанковые сооружения Линии Метаксаса.

«Линия Метаксаса», состояла из (21) фортов. Эти Форты были построены для обороны границы Греции от болгарской атаки, поскольку в тот период, 1936-1940, Болгария не состояла в Балканском Пакте Дружбы и по-прежнему её целью были греческие территории, которые она потеряла в Балканских войнах (1912—1913) и Первую мировую войну.
Каждый форт представлял собой комплекс сооружений, способный обороняться в любом направлении. Включал в себя блиндажи и казематы, артиллерийские пулемётные и миномётные доты, наблюдательные пункты, многочисленные входы и выходы. Подземные сооружения каждого форта включали в себя командный пункт, залы офицеров, залы рядовых, телефонный центр, кухню, резервуары воды, санитарные узлы, склады продовольствия (на 15 дней), медицинский пункт с операционной, аптеку, систему вентиляции, систему освещения (генераторы, керосиновые лампы, фонари и др.), канализацию, внешние боевые позиции, противотанковые преграды, позиции зенитных орудий и др.
Сооружения были особенно прочными, некоторые из них используются греческой армией по сегодняшний день. Внутренние помещения освещались, в основном, керосиновыми лампами, в некоторых были установлены генераторы. Вентиляция обеспечивалась как искусственной, так и естественной вентиляцией. Водоснабжение производилось через систему трубопроводов. Все фортификации сохраняются по сегодняшний день в хорошем состоянии и функциональны. Некоторые из них доступны для посетителей.
Каждый из фортов хранит историю мужественного сопротивления своих защитников. Форты не были взяты германской армией и были сданы их защитниками 10 апреля 1941 года, только после получения приказа командования.

## Форты линии Метаксаса

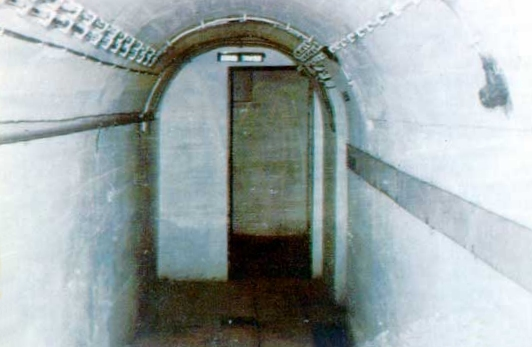
Вход в Форт Истибей

Укрепления «Линии» состояли из 21 независимых комплексов. Форт Рупел был одним из самых больших. Он занимал 6,1 из 155 километров линии (если не включать участки, где линия прерывалась) и был построен на высоте 322 метров. Укрепления были построены на трёх уровнях, в некоторых местах толщина армированного бетона достигает 2,5 метров.
Имена 21 фортов, начиная с запада с горы Белес и заканчивая фортом северо-восточнее города Ксанти:
- Форт Попотливица
- Форт Истибей
- Форт Келкая
- Форт Арпалуки
- Форт Палиурионес
- Форт Рупел
- Форт Караташ
- Форт Кали
- Форт Першек
- Форт Бабазора
- Форт Малиага
- Форт Перитори
- Форт Парталушка
- Форт Дасавли
- Форт Лиссе
- Форт Пирамидоидес
- Форт Кастилло
- Форт АгиосНиколаос
- Форт Бартисева
- Форт Эхинос
- Форт Нимфеа

## Статистика проекта
Эта оборонная линия является одним из самых больших технических сооружений в Греции в прошлом веке, как это следует из технических данных:

### Инфраструктура
- Прокладка новых дорог: 115 километров.
- Использование и ремонт существующих дорог: 92 километров.
- Земляные работы на поверхности: 16 000 кубических метров.
- Подземные земляные работы: 291 000 кубических метров.
- Земляные работы при прокладке дорог: 927 000 кубических метров.

### Основные сооружения
- Объём армированного бетона 108 000 кубических метров.
- Общий объём неармированного бетона: 68 000 кубических метров.
- Общая длина подземных водопроводов: 74 километров.
- Общая длина внутренних водопроводов: 14 километров.
- Общая длина телефонных линий вне укреплений: 1 216 километров.
- Общая длина телефонных линий в пределах укреплений: 70 километров.
- Общая длина развёртывания колючей проволоки: 90 километров.
- Общее количество использованного цемента: 66 000 тонн.
- Общее количество использованной бетонной арматуры: 12 000 тонн.
- Общая длина подземных галерей: 24 000 метров.
- Общая длина подземных укрытий-залов: 13 000 метров

### Стоимость-время, затраченные на строительство «Линии»
- Общая стоимость затрат: 1,5 млрд драхм (эквивалент 58,5 млрд евро на 2002 год)
- Сумма затраченных трудодней: 3 000 000
- Продолжительность строительства: 3,5 года (ноябрь 1936 — июль 1940).

## Предыстория обороны «Линии»
В октябре 1940 года греческая армия отразила нападение Италии и перенесла военные действия на территорию Албании. Это была первая победа стран антифашистской коалиции против сил Оси. Ожидалось вмешательство германской армии. Германский генштаб подготовил план операции «Марита» в декабре 1940 года, подписав также соглашение об участии болгарской армии в войне и предоставлении Болгарии греческих территорий в Македонии и Фракии.
Германия начала ввод своих частей в союзную ей Болгарию 6 февраля 1941 года и развёртывание их на греко-болгарской границе. Одновременно Болгария мобилизовала 14 своих дивизий.
Итальянское весеннее наступление с 9 по 15 марта 1941 года в Албании показало, что итальянская армия не смогла изменить ход событий, что сделало вмешательство Германии для спасения своего союзника неизбежным.
По просьбе греческого правительства, которое предвидело вторжение Германии, до конца марта 1941 года Великобритания послала в Грецию 40 тысяч своих солдат, число которых позже достигло 60 тысяч. При этом англичане заняли вторую линию обороны по реке Алиакмон до горы Олимп, вдали от линии фронта в Албании и потенциального театра военных действий на греко-болгарской границе.

## Вторжение
Германское вторжение в Грецию началось 6 апреля 1941 года. В тот же день немцы и их союзники вторглись в Югославию, поскольку мартовский переворот нарушил планы присоединения этой страны к «Оси». Против Греции германское командование выставило:
- 7 пехотных дивизий
- 3 танковых дивизии
- 1 дивизию мотопехоты
- 1400 самолётов

Из 22 дивизий, которыми располагала греческая армия, 16 находились в Албании, вдали от нового фронта.

## Сражение за укрепления
Германская армия, вторгшаяся в Грецию из Болгарии 6 апреля 1941 года, не смогла с хода взять линию приступом.
Германские 18-й и 30-й армейские корпуса атаковали Линию с 6 апреля и после трёх дней сражений имели только ограниченный успех. В течение 4-х дней, несмотря на массированный артобстрел и использование штурмовой авиации и рукопашных боёв в туннелях некоторых фортов, немцы не могли занять господствующие позиции греческой линии обороны.
2-я танковая дивизия вермахта (18-й корпус), совершив обходной манёвр, пересекла болгаро-югославскую границу 8 апреля и, не встретив здесь значительного сопротивления, через практически не прикрытую греко-югославскую границу и долину реки Аксиос вышла к Салоникам 9 апреля, отсекая таким образом группу дивизий Восточной Македонии (4 дивизии и 1 бригада) от греческой армии в Албании, продолжавшей сражаться против итальянцев.
В тот же день греческий генштаб, считая, что оборона в Восточной Македонии не имела более смысла, приказом № 1381 предоставил возможность командующему группы дивизий Восточной Македонии генералу К. Бакопулосу на его усмотрение продолжать сражаться или сдаться. Бакопулос, известный германофил, не преминул воспользоваться приказом и отдал приказ о сдаче фортов. Однако командиры большинства фортов не подчинились и продолжали сражение.
После получения приказа о сдаче сражение приняло характер боёв за «честь оружия» и, получив от германского командования почётные условия сдачи, форты прекратили один за другим сражение, начиная с 10 апреля.
Германский генерал-фельдмаршал Вильгельм Лист, который возглавлял атаку против Линии Метаксаса, выразил восхищение храбростью и мужеством этих солдат. Лист не стал брать пленных, заявляя, что греческая армия может покинуть форты, оставляя при себе свои военные флаги, но при условии сдачи оружия и боеприпасов. Он также дал приказ своим солдатам и офицерам отдать честь греческим солдатам.
Поведение германского командования на этом этапе войны отличается от следующего этапа — Критской операции. Через полтора месяца и начиная с 31 мая 1941 года (Расстрел в Кондомари) немецкие войска приступили к массовым расстрелам населения по всему Криту, за его участие в боях, поскольку это нарушало прусские понятия о правилах ведения войны.

## Бригада Эвроса
Бригада, прикрывавшая греко-турецкую границу по реке Эврос, насчитывала 2300 человек, под командованием генерала Зисиса. Бригада успешно защищала форт Нимфео и свой участок греко-болгарской границы. После сдачи группы дивизий Восточной Македонии возникла угроза пленения бригады.
Генерал Зисис принял решение переправить бригаду на турецкий берег реки, предполагая, что положения довоенного Балканского Пакта между Грецией, Югославией и Турцией остаются в силе. Генерал, однако, не знал, что турки подписали с немцами соглашение, которое аннулировало Пакт, получив от немцев заверение, что они будут оставаться в 20 км от турецкой границы. Когда бригада сложила оружие, но получила отказ в немедленной переброске на Крит для продолжения участия в боях, генерал Зисис покончил жизнь самоубийством.

## Речь Гитлера в Рейхстаге 4 мая 1941 года
Гитлер начал свою речь следующим вступлением: «Мне искренне жаль, как немцу, который всегда с глубоким почитанием относился к культуре этой страны, из которой пришёл первый свет красоты и достоинства, и мне было особенно больно наблюдать за развитием событий, не имея возможности повлиять на них». Далее Гитлер продолжает: «В этой кампании немецкие вооружённые силы превзошли самих себя. Атака на сильно укреплённые позиции, особенно на фронте Фракии, была одной из самых тяжёлых задач, поставленных когда-либо перед любой армией».
Продолжая свою речь, Гитлер сделал следующее заявление:

Историческая справедливость обязывает меня заявить, что из всех противников, которые нам противостояли, греческий солдат сражался с наибольшим мужеством. Он сдался только тогда, когда дальнейшее сопротивление стало невозможным и бесполезным

Через 3 года, к концу войны, Гитлер заявил 30 марта 1944 года Лени Рифеншталь, как это следует из её мемуаров: «Вступление Италии в войну обернулось для нас катастрофой. Если бы итальянцы не напали на Грецию и им не понадобилась наша помощь, война приняла бы другой оборот, мы бы успели захватить Ленинград и Москву до наступления русских морозов».

## Защитники и герои обороны Линии Метаксаса
- Димитриос Ициос
- Теодорос Каллинос